# Relaciones entre España y Estonia
Las relaciones estonio-españolas o hispano-estonias son las relaciones internacionales bilaterales habidas entre la República de Estonia y el Reino de España, y entre las naciones que las antecedieron. Estados miembros de la Unión Europea (UE), ambos forman parte del espacio Schengen y de la eurozona. Son también miembros de la Organización del Tratado del Atlántico Norte (OTAN).

## Historia
Las relaciones internacionales entre España y Estonia comenzaron en 1921, cuando España reconoció la independencia de la República de Estonia. El 24 de agosto de 1991, España reconoció nuevamente la independencia de Estonia de la URSS. Ambos países establecieron relaciones diplomáticas el 10 de septiembre del mismo año. El 3 de diciembre de 1992, España estableció en Tallin una Oficina Consular Honoraria dependiente de la embajada española de Helsinki, no fue hasta 2004 cuando abrió su propia embajada en la capital estonia. El primer embajador de España en Estonia fue Miguel Bauzá y More, que ostentó el cargo hasta el 11 de enero de 2008 cuando fue reemplazado por Eduardo Ibáñez López-Dóriga. Por su parte Estonia abrió una embajada en Madrid en 1997, entre 2000 y 2007 el embajador fue Andres Tomasberg, desde 2007 el cargo lo ostenta Andres Rundu. Actualmente las relaciones entre ambos países se enmarcan dentro del ámbito de la Unión Europea (UE), destacando el hecho de que los dos países forman parte de las fronteras exteriores de la Unión.

## Relaciones económicas
Los intercambios entre Estonia y España han mantenido un ritmo ascendente con un saldo positivo a favor de España que, en 2007, vendió a Estonia productos por un total de 120 millones de euros mientras que importó por un total de 54 millones. Las principales importaciones desde Estonia se componen de combustible y aceites minerales, madera, carbón vegetal, manufacturas y acero y hierro provenientes de desechos de fundición. Mientras que las principales exportaciones de España se componen de automóviles, tractores, productos cerámicos y frutos comestibles.
Por otra parte las inversiones entre ambos países han alcanzado un nivel más parejo, ya que si bien en 2006 Estonia sólo invirtió 6.100 euros en España al año siguiente lo hizo por un valor de 1.984.420 euros. España por el contrario en 2006 invirtió 1.022.170 euros mientras que en 2007, ésta se redujo a 283.230.
A finales de 2008 se creó la Cámara de Comercio Hispano Estonia con sede en Tallin.

### Turismo
El número de turistas españoles que viajan a Estonia ha ido en aumento cada año, en 2006 fueron 15.150 los que pernoctaron al menos una noche en el país. Sin embargo la mayoría de turistas que visitan Estonia lo hacen a través de cruceros o desde Helsinki en un viaje de ida y vuelta en el mismo día, por lo que se calcula que el número de visitantes españoles es mucho mayor.
Estonia está presente en las ferias de turismo de Barcelona, EIBTM (desde 2004) y Madrid, FITUR (desde 2005). Además la compañía aérea Estonian Air tiene desde 2006 una línea regular entre Tallin y Barcelona.

## Relaciones culturales
Desde 1996, se pueden cursar estudios de español en la Universidad de Tartu, la más prestigiosa del país. La Universidad de Tallin introdujo esta posibilidad en 2001 y, desde 2003, esta universidad posee un centro examinador del Instituto Cervantes.

## Acuerdos
Estonia y España han suscrito los siguientes acuerdos: en 1997 el Acuerdo sobre el transporte internacional por carretera; en 1998 el Convenio para la protección de las inversiones; en 1999 el Protocolo de cooperación entre los Ministerios de Defensa; en 2000 el Acuerdo sobre la supresión recíproca de visados, el Acuerdo para la readmisión de personas y el Acuerdo para la extradición de delincuentes; en 2005 el Convenio para evitar la doble imposición; y en 2007 el Acuerdo para la protección de información clasificada y el Acuerdo para la cooperación en cultura y educación.

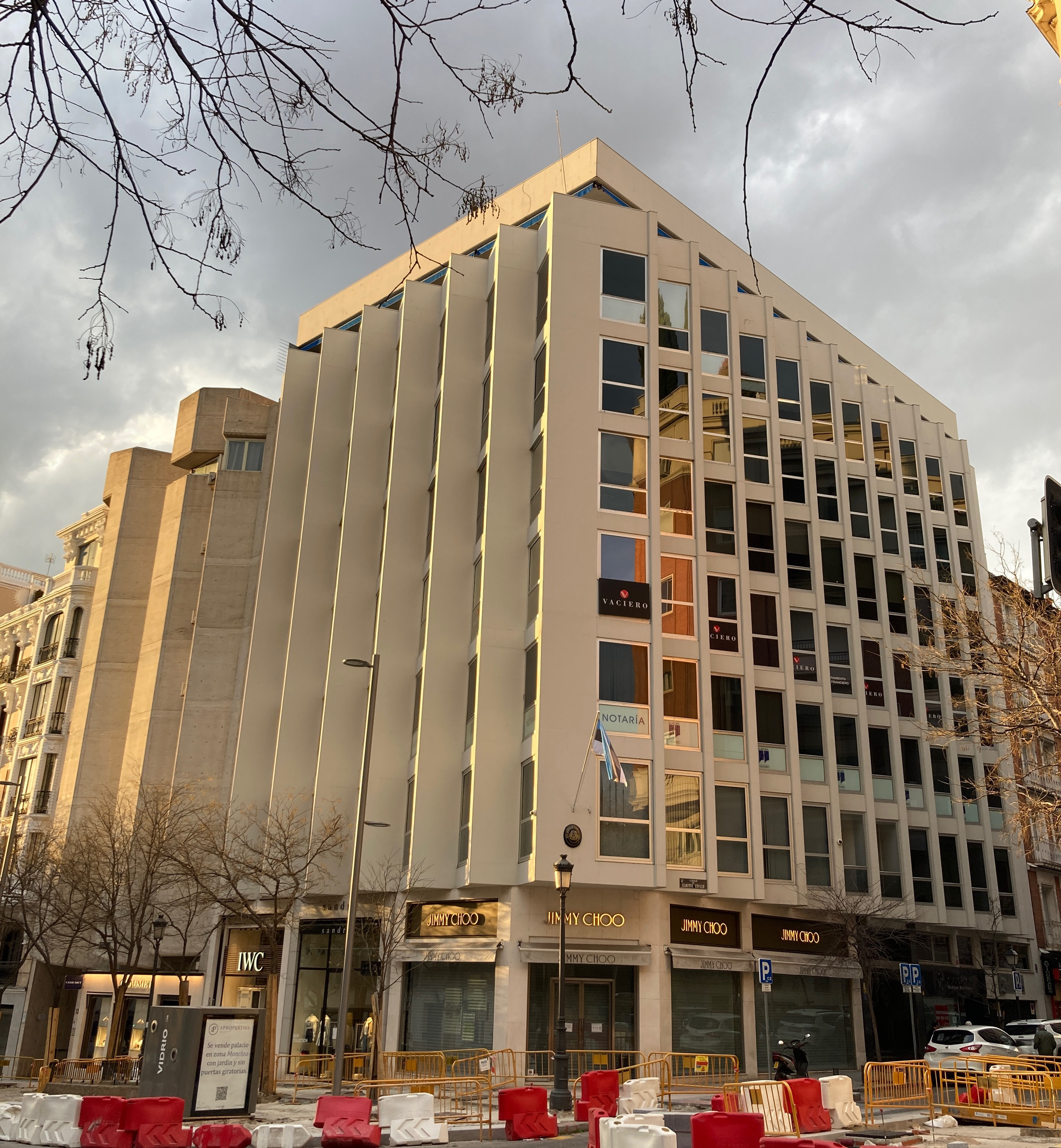
Edificio que alberga la embajada de Estonia en Madrid.

## Misiones diplomáticas
- España tiene una embajada en Tallin.[5]
- Estonia tiene una embajada en Madrid y dos consulados-honorarios en las ciudades de Barcelona y Sevilla.[6]